# Аюпов, Абрек Идрисович
Абрек Идрисович Аюпов (22 февраля 1936, Юдинский район, Татарская АССР, РСФСР, СССР — 12 июня 2020, Москва) — советский и российский военачальник, учёный в области испытаний авиационной техники, вооружения и системных исследований в авиации. Заместитель главнокомандующего ВВС по вооружению — начальник вооружения (1989—1995).
Генерал-полковник (1993), доктор технических наук (1987), профессор (1991), заслуженный деятель науки и техники РФ (1996), лауреат Государственной премии РФ (1997), академик РАРАН (1993), действительный член Международной академии информатизации (1993), академик Академии наук авиации и воздухоплавания (1997).

## Биография
Родился 22 февраля 1936 года в селе Янса-Турмыш Юдинского района Татарской АССР, ныне Республика Татарстан.
Окончил Казанскую школу ВВС (1953) и Военно-воздушную инженерную академию им. Н. Е. Жуковского (1959). С 1959 по 1986 годы занимался испытаниями авиационной техники и вооружения в НИИ ВВС им. В. П. Чкалова (г. Ахтубинск). За эти годы прошел путь от помощника ведущего инженера до заместителя начальника НИИ ВВС им. В. П. Чкалова по испытательно-методической и научно-исследовательской работе. Защитил кандидатскую диссертацию в 1969 году и докторскую в 1987 году. С 1986 года был заместителем начальника вооружения и позже — начальником службы летных испытаний аппарата управления вооружения ВВС. В 1989 году Аюпов был назначен заместителем Главнокомандующего ВВС по вооружению — начальником вооружения, а с 1992 года — также и заместителем Главнокомандующего ВВС по инженерно-авиационной службе — главным инженером ВВС.
С 1996 года находился в отставке и занимался научной деятельностью. В 1996—1998 годах был заместителем директора ФГУП ГНПЦ «Звезда-Стрела». С 2002 г. — главный советник генерального директора ФГУП РСК «МиГ», с 2005 г. — советник директора филиала ПАО "Компания «Сухой» «ОКБ Сухого».
Абрек Идрисовия Аюпов скончался 12 июня 2020 года в результате коронавирусной инфекции. Тело было кремировано в Митинском крематории и прах захоронен на Монинском муниципальном военно-мемориальном кладбище.
Аюпов был женат на Лилии Александровне Аюповой.

## Награды
- Орден «За службу Родине в ВС СССР» III степени
- Орден «Знак Почёта»
- Медали
- Государственная премия Российской Федерации (1997)
- Заслуженный деятель науки и техники Российской Федерации (1995)
- Почетный гражданин города Ахтубинска[2]
- Лауреат премии Правительства Российской Федерации за значительный вклад в развитие Военно-воздушных сил (17 декабря 2012 года) — за высокие достижения в исследованиях, имеющих для Военно-воздушных сил важное теоретическое и практическое значение и используемых при организации и проведении оперативной и боевой подготовки в Военно-воздушных силах[3]